# Baron Willoughby de Eresby

Ursprüngliches Familienwappen der Barone Willoughby de Eresby

Wappen der heutigen Baroness Willoughby de Eresby

Baron Willoughby de Eresby ist ein erblicher britischer Adelstitel in der Peerage of England.
Heutige Familiensitze der Barone sind Grimsthorpe Castle in Edenham bei Bourne in Lincolnshire und Drummond Castle bei Crieff im schottischen Perthshire.

## Verleihung
Der Titel wurde am 26. Juli 1313 für Robert de Willoughby, Gutsherr von Willoughby und Eresby in Lincolnshire geschaffen, indem dieser von König Eduard II. per Writ of Summons ins Parlament berufen wurde. Als Barony by writ ist der Titel in Ermangelung männlicher Nachkommen auch in weiblicher Linie vererbbar.

## Weitere Titel
Verschiedenen Baronen wurden weitere Titel verliehen, die jedoch später entweder erloschen oder an andere Familienangehörige gingen, da sie nur im Mannesstamm vererbt werden konnten.
So wurde der 14. Baron Willoughby de Eresby 1626 zum Earl of Lindsey erhoben, der 17. Baron 1706 zum Marquess of Lindsey und 1715 zum Duke of Ancaster and Kesteven. Mit dem Tod von dessen Ur-Ur-Enkel ohne männliche Abkömmlinge fielen 1779 alle vorgenannten Titel an einen Onkel, während die Baronie zunächst in Abeyance fiel, dann jedoch 1780 einer Tochter zugewiesen wurde.
Diese war die Ehefrau von Peter Burrell, 1. Baron Gwydyr. Deren Sohn erbte daher beim Tod seiner Eltern beide Baronien. Beim Tod von dessen Sohn, dem 23. Baron Willoughby de Eresby, trennten sich 1870 die beiden Baronien wieder, weil die Baronie Gwydyr nur an männliche Verwandte vererbt werden konnte. Die Baronie Willoughby de Eresby fiel wiederum in Abeyance, da der Baron zwei Schwestern hatte.
1870 wurde der Titel der älteren der beiden zugewiesen, die die Ehefrau von Gilbert John Heathcote, 1. Baron Aveland war. Deren Sohn, der ebenfalls beide Baronien geerbt hatte, wurde 1892 zum Earl of Ancaster erhoben.
Sowohl die Earlswürde als auch die Baronie Aveland erloschen, als der 3. Earl 1983 ohne männlichen Titelerben starb. Die Baronie Willoughby de Eresby ging auf seine einzige Tochter Jane Heathcote-Drummond-Willoughby als 28. Baroness über. Diese hat den Titel bis heute inne. Da sie kinderlos ist, wird der Titel bei ihrem Tod voraussichtlich erneut in Abeyance fallen. Die nächstberechtigten Co-Erben sind Nachfahren der beiden Schwestern ihres Vaters, nämlich ihr Neffe zweiten Grades Sebastian Miller (* 1965) und ihr Neffe Sir John Aird, 4. Baronet (* 1940).

## Lord Great Chamberlain
Der Titel des Barons Willoughby de Eresby ist seit 1626 mit dem Amt des Lord Great Chamberlain verbunden, einem der Great Officers of State. In jenem Jahr erbte der 1. Earl of Lindsey das Amt. Im Zuge der oben erläuterten mehrfachen Erbteilungen zwischen weiblichen und männlichen Familienlinien, ist das Amt heute auf mehrere Personen aufgeteilt. Der Anteil der Barone Willoughby de Eresby, heute 1/4, gilt als der älteste; den größten hat allerdings der Marquess of Cholmondeley mit 1/2 inne.

## Liste der Barone Willoughby de Eresby (1313)
- Robert de Willoughby, 1. Baron Willoughby de Eresby (1260–1317)
- John de Willoughby, 2. Baron Willoughby de Eresby (1304–1349)
- John de Willoughby, 3. Baron Willoughby de Eresby (1329–1372)
- Robert Willoughby, 4. Baron Willoughby de Eresby (1349–1396)
- William Willoughby, 5. Baron Willoughby de Eresby (1370–1409)
- Robert Willoughby, 6. Baron Willoughby de Eresby (1385–1452)
- Joan Willoughby, 7. Baroness Willoughby de Eresby († 1462)
- Robert Welles, 8. Baron Willoughby de Eresby († 1470)
- Joan Welles, 9. Baroness Willoughby de Eresby († 1475)
- Christopher Willoughby, 10. Baron Willoughby de Eresby (1453–1499)
- William Willoughby, 11. Baron Willoughby de Eresby (1482–1526)
- Katherine Willoughby, 12. Baroness Willoughby de Eresby (1519–1580)
- Peregrine Bertie, 13. Baron Willoughby de Eresby (1555–1601)
- Robert Bertie, 1. Earl of Lindsey, 14. Baron Willoughby de Eresby (1582–1642)
- Montagu Bertie, 2. Earl of Lindsey, 15. Baron Willoughby de Eresby († 1666)
- Robert Bertie, 3. Earl of Lindsey, 16. Baron Willoughby de Eresby (1630–1701)
- Robert Bertie, 1. Duke of Ancaster and Kesteven, 17. Baron Willoughby de Eresby (1660–1723)
- Peregrine Bertie, 2. Duke of Ancaster and Kesteven, 18. Baron Willoughby de Eresby (1686–1742)
- Peregrine Bertie, 3. Duke of Ancaster and Kesteven, 19. Baron Willoughby de Eresby (1714–1778)
- Robert Bertie, 4. Duke of Ancaster and Kesteven, 20. Baron Willoughby de Eresby (1756–1779) (Titel abeyant 1779)
- Priscilla Bertie, 21. Baroness Willoughby de Eresby (1761–1828) (Abeyance beendet 1780)
- Peter Drummond-Burrell, 22. Baron Willoughby de Eresby, 2. Baron Gwydyr (1782–1865)
- Albyric Drummond-Willoughby, 23. Baron Willoughby de Eresby, 3. Baron Gwydyr († 1870) (Titel abeyant 1870)
- Clementina Drummond-Willoughby, 24. Baroness Willoughby de Eresby (1809–1888) (Abeyance beendet 1871)
- Gilbert Heathcote-Drummond-Willoughby, 1. Earl of Ancaster, 25. Baron Willoughby de Eresby (1830–1910)
- Gilbert Heathcote-Drummond-Willoughby, 2. Earl of Ancaster, 26. Baron Willoughby de Eresby (1867–1951)
- Gilbert Heathcote-Drummond-Willoughby, 3. Earl of Ancaster, 27. Baron Willoughby de Eresby (1907–1983)
- Jane Heathcote-Drummond-Willoughby, 28. Baroness Willoughby de Eresby (* 1934)

Co-Heirs presumptive der aktuellen Titelinhaberin sind Sebastian Miller (* 1965) und Sir John Aird, 4. Baronet (* 1940).